# Втрати силових структур внаслідок російського вторгнення в Україну (травень 2025)
У статті наведено список втрат українських військовослужбовців у російсько-українській війні за травень 2025 року (включно).

## Поіменний перелік

### 1 травня
- Величко Юрій Йосипович — 29.03.1983 р.н., с. Попівка.[1]
- Соловей Максим Олегович («Мася») — 68 ОЄБр. 28 років. Загинув на Донеччині.[2]
- Троян Петро Богданович — солдат, в/ч А0284. 10.12.1979 р.н., м. Золочів. Загинув в районі села Садки на Сумщині.[3]
- Югас Євген — в/ч А7126. Помер внаслідок поранення.[4]
- Дигалюк Владислав — 08.04.1995 р.н., с. Тальне. Загинув на Харківщині.[5]
- Санько Олексій Андрійович («Аксель») — Командир взводу великокаліберних кулеметів 1-го батальйону Роти вогневої підтримки, 12-ї бригади НГУ «Азов». 20.04.1991, м. Запоріжжя. Загинув на Торецькому напрямку від удару FPV-дрону [6] [7]

### 2 травня
- Боровко Віктор Володимирович — сержант, 25 ОПДБр. 28.02.1989 р.н., с. Горбанівка. Загинув внаслідок ДТП.[8]
- Шушпанов Андрій — командир взводу, бригада «Хижак». 30.12.1985, м. Львів.[9]
- Набіт Юрій — 3.02.1982, м. Олешки.[10]
- Митошоп Костянтин — 141 ОМБр. 23.09.1984, м. Світловодськ [11]

### 3 травня
- Шушлєбін Денис — 15.03.1991 р.н., с-ще Борова. Загинув на Донеччині.[12]
- Ковальчук Даніель («Француз») — 24.12.1994 р.н..[13]
- Гачан Олексій Олегович — старший солдат, 5 ОШБр. 29.01.1997 р.н., Світловодськ. Загинув на Донеччині.[14]
- Скобало Тарас («Поет») — 5 ОШБр. 2.08.1989, селище Рудне, Львівська область [15]

### 4 травня
- Ботвина Андрій — солдат. 1981 р.н.. Загинув на Сумщині.[16]

### 5 травня
- Яхимович Софія — 21 рік, c. Топча.[17]
- Приходько Василь Володимирович — 1976 р.н. Боромля. Загинув на Сумщині.[18]
- Макар Анатолій — 3ОШБр. 1.10.1981, м. Львів [19]
- Поліщук Ігор — 103 ОБрТрО. 1.12.1969, м. Львів [20]
- Гамоля Андрій Леонідович — старший солдат. 20.09.1990, м. Славутич. Загинув біля села Олексіївка Волноваського району [21]

### 6 травня
- Миргородченко Сергій  —  2.10.1975 р.н. в Дібрівці Миргородського району.[22]
- Довбуш Василь («Golden») — в.ч. А5018. 17.01.1991, м. Львів [23][15]
- Кріс Гаррет — помер від поранень, яких зазнав через підрив біля Ізюма на Харківщині[24]
- / Антоніо Герцег — 3 ОШБр [25]

### 7 травня
- Зайцев Дмитро — с. Кобзарівка Валківської громади. Загинув в районі населеного пункту Безсалівка Сумської області [26]
- Галанзовський Олександр — лейтенант поліції, штурмовий полк "Сафарі". 1989, с. Дриглів. Загинув поблизу населеного пункту Клебан-Бик Костянтинівського району Донецької області [27]

### 8 травня
- Фесенко Олександр Володимирович — старший сержант, в/ч А7291. 02.11.1982 р.н., с. Сахни. Загинув на Харківщині.[28]
- Севостянов Владислав Дмитрович —лейтенант, командир інженерно-саперного взводу, 25 ОПДБр. 12.7.2003, м. Костянтинівка. Загинув на околицях міста Покровськ Донецької області [29].

### 9 травня
- Скрипник Дмитро — військовий бригади спецпризначення “Азов”, 27 років [30][31][32]
- Швець Ярослав — сапер. 26 років. Помер після важких поранень у клініці в Дортмунді.[33]

### 10 травня
- Липей Василь («Князь») — 44 ОАБр. 25.06.1973 р.н., м. Львів .[20]
- Куран Микола — молодший сержант. 32 роки, с-ще Маневичі. Загинув на Харківщині.[34]
- Кирилов Валентин — 38 ОБрМП. 14.02.2001, с. Шевченкове Миколаївської області [35]
- Кузмяк Віталій - 14 ОМБр. Старший солдат, 06.11.1993 р.н., м. Володимир. Загинув на Харківщині.
- Габріель Ферейра Сільва («Беніто») — кулеметник, солдат, тактична група «Реванш». 1.11.2000

### 11 травня
- Мартиняк Василь — сапер у складі військової частини А7153, 31.05.1988 р.н. загинув внаслідок атаки ворожого дрона в Пологівському районі на Запоріжжі.[36]
- Пасько Іван Михайлович — 19.01.1995 р.н., с. Дептівка. Загинув на Донеччині.[37]
- Капорін Юрій — 3 ОШБр. 22 роки, м. Глухів.[38]
- Атаманчук Андрій Васильович («Атаман») — 44 ОАБр. 21.01.1986. Загинув біля c. Преображенка Запорізької області від удару FPV-дрону [39]

### 12 травня
- Неліпа Максим Володимирович — старший лейтенант. 16.10.1976 р.н..[40]
- Коновалюк Іван — заступник командира розвідувальної групи, 71 ОЄБр.  20 січня 1982, с. Підлужжя. Загинув на Донеччині [41]
- Соколов Віктор — 103 ОБрТрО. 20 серпня 1977, м. Херсон [42]

### 13 травня
- Остапишин Сергій Сергійович — штаб-сержант. 35 років. Загинув на Харківщині.[43]
- Гаван Олег — 103 ОБрТрО. 22.05.1987, с. Рясне-Руське Львівської області [44]
- Василишин Мирослав — бойовий медик. 33 роки, с. Вістова Калуської громади. Загинув на Херсонщині [45][46].

### 14 травня
- Таренов Нікіта («Латвієць») —3 ОШБр. Загинув на Харківщині, потрапив під удар ворожого дрона [47][48]
- Сірко Микола Іванович — капітан медичної служби, 67 ОМБр. 18 червня 1966, с. Оболоння. Загинув в Дніпропетровській області [49]
- Селянінов Яків Олегович — 7 липня 1997, м. Нікополь [50][51]

### 15 травня
- Тищук Владислав — загинув на Сумщині.[52]
- Роспопа Олександр — кулеметник 59 ОШБр. 1985, с. Діброва, Івано-Франківська область [53]
- Гамар Богдан — старший навідник четвертої самохідної артилерійської батареї другого самохідного артилерійського дивізіону військової частини А4447.[54]

### 16 травня
- Авдей Олексій — 29.12.1998. Уродженець Клецького району (Мінська область). Доброволець Білоруського добровольчого корпусу, служив в 79 ОДШБр. Загинув на Куп'янському напрямку [55][56][57][58]
- Сененько Володимир — 125 ОБрТрО. 28.07.1988, м. Львів [59]
- Мельничук Геннадій — Донецький прикордонний загін. 21.06.1997, м. Львів [44]
- Урбан Роман — 2.11.1996 р.н., проживав у Полтаві. Проходив службу на посаді стрілець штурмового спеціалізованого відділення спеціалізованого батальйону «Шквал».[60]

### 17 травня
- Ільчук Антон — 30.10.2000 р.н., м. Тернопіль. Загинув на Луганщині.[61]

### 18 травня
- Баранчук Артем — старший солдат. 27.09.2000 р.н., с. Язавні. Загинув на Сумщині.[62]
- Завойський Дмитро Ігорович («Колібрі») — молодший сержант, командир міномету. 1993, м. Борщів. Загинув в результаті ДТП на автодорозі Мирове-Білозерськ у Донецькій області [63][64]
- Фолюшняк Олександр Борисович — сержант військового оркестру. 1986. Загинув біля села Стариця Чугуївського району Харківської області [65][66]
- Гаврилюк Владислав  («Темщик/Біллі») — 21.8.2006 [67]
- Деордіцу Микита Олегович — старший сержант поліції, 2-й батйльон полку «Цунамі», штурмова бригада «Лють». 31.12.2001. Загинув біля Іванопілля Краматорського району [68]

### 19 травня
- Ковальов Ілля — 21 рік. Загинув на Сумщині.[69]
- Пицюк Юрій — сапер. 06.02.1993 р.н., с. Гвізд. Загинув на Харківщині.[70]
- Абайдуллін Віктор — 77-й окремий батальйон територіальної оборони, 102 ОБрТрО. 1967, м. Коломия [71]

### 20 травня
- Деменченко Олександр — штаб-сержант. 09.05.1982 р.н., м. Таллінн. Загинув внаслідок авіаудару по Шостці.[72]
- Граділь Сергій Леонідович — старший лейтенант. 11.04.1977 р.н.. Загинув внаслідок авіаудару в по Шостці[73]
- Щербець Ілля — 18.02.1988 р.н., м. Шостка. Загинув внаслідок авіаудару по Шостці.[74]
- Євменов Олександр Юрійович — 23.01.1994 р.н., м. Шостка. Загинув внаслідок авіаудару по Шостці.[75]

### 21 травня
- Багмет Павло —  солдат[76]
- Вінча Іван —  солдат[76]
- Яцків Василь — командир відділення, 68 ОЄБр. 14 вересня 1995, м. Тлумач. Загинув під час бойового завдання поблизу села Новопокровське Покровського району Донецької області [77]

### 22 травня
- Малік Назар — лейтенант, загинув на Покровському напрямку.[78]
- Дєдов Володимир —  солдат, 1991 р.н. [76]
- Никонов Юрій  — 7.03.1979 року, жив у Полтаві. У війську служив кулеметником штурмового відділення штурмового взводу, мав звання солдата.[60]
- Гонтарєв Роман Олександрович — 81 ОАеМБр. 30 років, селище Черкаське, Краматорський район. Загинув поблизу Серебрянки Бахмутського району [29][79]

### 23 травня
- Баранов Юрій — сержант поліції. 35 років. Загинув від атаки FPV-дронів [80]
- Іляхов Іван — 110 ОМБр. 7.07.1990, м. Львів [81]
- Шевага Володимир Миколайович — солдат, 203 НАБр. 1981, м. Коломия. Загинув під час евакуації поранених бійців [65][82]
- Віцінський Кирило Богданович — командир відділення ударних безпілотних авіакомплексів 1-го аеромобільного батальйону, 46 ОАеМБр. 14 вересня 1994, Львівська область. Загинув від удару ворожого дрона на Дніпропетровщині [83][29][84][85]

### 24 травня
- Абрамюк Василь — 19 березня 1986, с. Трійця. Помер у лікарні в Запоріжжі [86]
- Сайнюк Юрій — 1 червня 1987, м. Косів. Загинув під час бойового завдання у Покровському районі Донецької області [87]
- Яциковський Петро — молодший сержант НГУ. с. Діброва Шептицького району. Загинув біля Катеринівки Краматорського району Донецької області [2]
- Рибалко Іван — ДШВ. 44 роки, с. Матусів. Загинув на Донеччині.[88]
- Котов Роман — молодший сержант, в/ч 3618. 31 рік, загинув поблизу Ступочки Краматорського району Донецької області [89]
- Бенджамін Асер — 21 рік. 3 ОШБр [90]

### 25 травня
- Горбач Микола Миколайович — загинув на Донеччині.[91]
- Наконечний Дмитро — 5 ОШБр. 5.08.1987, м. Львів [92]
- Заяць Володимир — в/ч А2943, сержант. селище Лопатин Шептицького району. Помер у Дніпропетровській обласній клінічній лікарні [89]
- Паращак Назарій — 155 ОМБр. 24.07.1986, м. Львів [93]

### 26 травня
- Мигалатій Сергій — майор. Загинув на Харківщині.[94]
- Силак Артем Юрійович — штаб-сержант. 20.10.1982 р.н., м. Шостка. Помер від поранень.[95]
- Свінтозельський Сергій — 80 ОДШБр.  20.12.1983, м. Львів [81]
- Петрич Андрій Віталійович — старший солдат, А7318. 43 роки.[96]
- Павлів Ігор — солдат-кулеметник, 156 ОМБр. м. Самбір [2]

### 27 травня
- Мотріченко Вадим — 1988 р.н., с. Шилівці. Загинув на Донеччині.[97]
- Танян Микола Олегович — 22.08.1989 р.н..[98]
- Васильченко Костянтин — 1971 р.н., молодшого сержант, проживав у Полтаві. Служив у ЗСУ на посаді командира міномета мінометного взводу мінометної батареї. Загинув  внаслідок ударів FPV-дронів та артилерійського обстрілу росіян на Донеччині.[60]
- Наганчук Іван Григорович — водій другого самохідного артилерійського дивізіону 24 ОМБр. Загинув Костянтинівки Донецької області [89]

### 28 травня
- Серпіонов Сергій Антонович — ДПСУ. 1980 р.н., с. Нова Некрасівка. Загинув на Сумщині.[99]
- Грицевич Володимир — 38 років. с. Басівка Сокільницької громади. Отримав поранення біля селища Білогорівка Луганської області та проходив реабілітацію [89]
- Мирошниченко Павло Олександрович — 25.07.1996, м. Славутич. Загинув в селі Степанівка Сумського району [100]
- Топільницький Юрій Степанович — солдат. 4.08.1993, с. Верхнє. Загинув на Сумщині, село Білоусівка [29][101][102]

### 29 травня
- Паучок Юрій — 116 ОМБр. 3.05.1980, Львів  [103]
- Геррейру Жероніму — інтернаціональний легіон. Загинув на Харківщині, Куп`янський район [104]

### 30 травня
- Горжелак Кшиштоф — 45 років.[105]
- Лозинський Ярослав — 24 ОМБр. 25.04.2001, м. Львів [106]
- Григорук Сергій Ігорович — 1990, м. Надвірна. Загинув в селі Варварівка Гуляйпільської громади Пологівського району [107]
- Івахов Єгор — 24 ОМБр. 11.04.1994, м. Лисичанськ Луганської області [103]
- Кисорець Ігор —  125 ОБрТрО. 27.11.1976, с. Паньківці Бродівського району Львівської області [93]
- Скиба Андрій — 46 років,  сержант, загинув у населеному пункті Новопіль Донецької області [108]

### 31 травня
- Ясінчук Роман Богданович — 4 листопада 1986, с. Годи-Добровідка П'ядицької громади Коломийського району. Помер від уламкових поранень, отриманих внаслідок вибухів під час бойових дій [109].
- Любич Тетяна — солдат, 26-й артилерійській бригаді імені генерал-хорунжого Романа Дашкевича [110].
- Тибінь Леонід —102 ОБрТрО. 10 березня 1980, селище Козова Тернопільська область. Солдат, загинув поблизу села Малинівка в Запорізькій області [111].
- Бесага Тарас — 107 ОБрТрО. 27.05.1992, с. Божиків Тернопільської області. [103]
- Шаповал Сергій Іванович — 2006 р.н.. Загинув на Лиманському напрямку.[112]

## Див.також
- Хронологія російського вторгнення в Україну (травень 2025)